# Автошлях Т 1710
Автошля́х Т 1710 — автомобільний шлях територіального значення у Полтавській області. Проходить територією Пирятинського та Гребінківського районів через Пирятин — Гребінку. Загальна довжина — 12,5 км.

## Маршрут
Автошлях проходить через такі населені пункти:
| Автошлях Т 1710      |        |
| Полтавська область   |        |
| Пирятинський район   |        |
| Пирятин              | E40М03 |
| Гребінківський район |        |
| Тарасівка            |        |
| Гребінка             | Т 1708 |